# 大陡崖

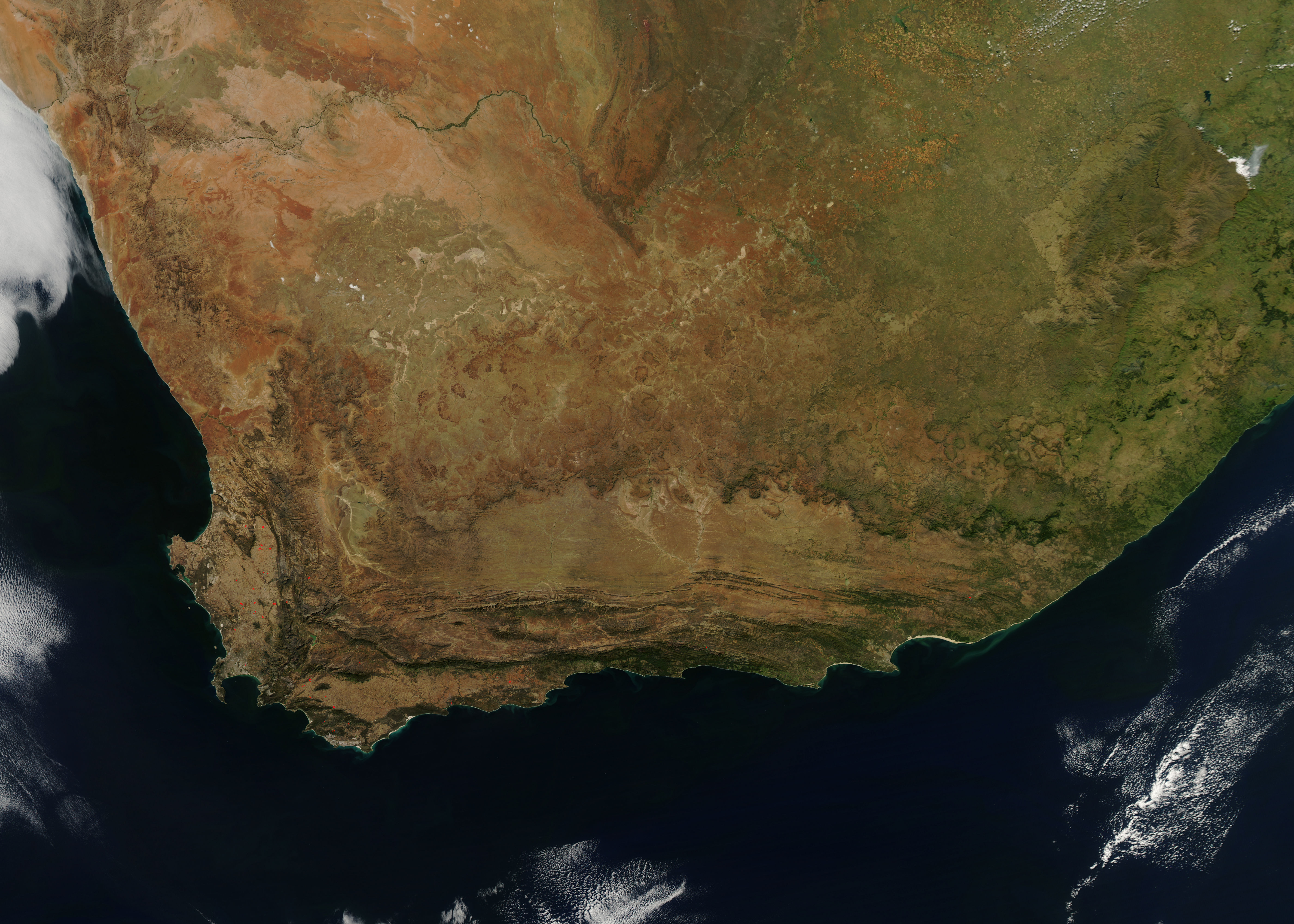

大陡崖是非洲南部的陡崖（escarpment），位於萊索托和南非境內，延伸至安哥拉、納米比亞、斯威士蘭、莫桑比克和津巴布韋。大陡崖在南非和安哥拉分別被稱為龍山山脈和瑟拉山脈。